# Garrett Jesse Pendergrast
Garrett Jesse Pendergrast fue un oficial de la Armada de los Estados Unidos que tuvo destacada participación en los comienzos de la guerra civil estadounidense.

## Biografía

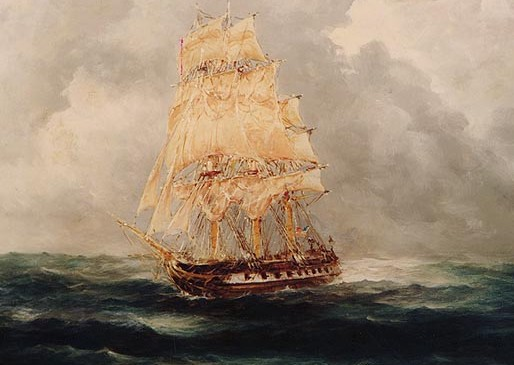
El 'USS Boston.

Garrett Jesse Pendergrast nació en Kentucky el 5 de diciembre de 1802.
Casó con Virginia Barron, hija del comandante James Barron y nativa de Virginia.
Comandó el USS Boston (el cuarto de ese nombre, botado en 1825, portaba 18 cañones). Se encontraba estacionado en el Río de la Plata el 2 de agosto de 1845 cuando en el marco del Bloqueo anglo-francés del Río de la Plata las escuadras aliadas capturaron la pequeña flotilla de la Confederación Argentina en aguas de Montevideo. 
Tras dejar el Río de la Plata, se dirigió al Golfo de México y participó en la guerra con México en 1846.

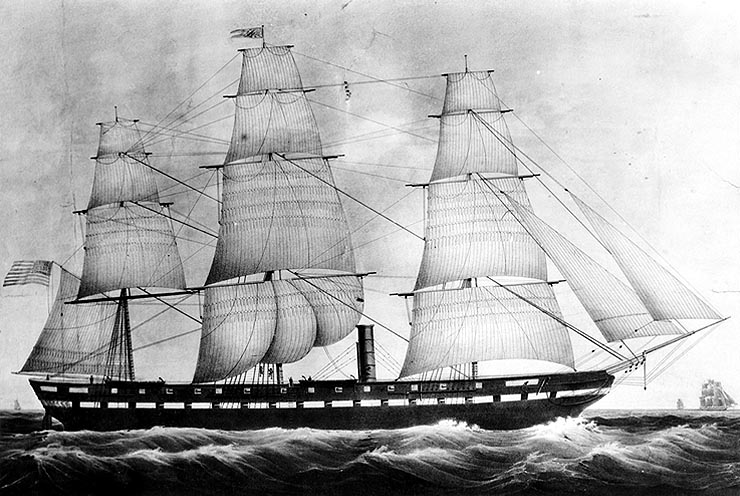
El USS Merrimack.

En 1856 asumió el mando de la fragata USS Merrimack, que tras su comando sería destruida y con cuyos restos se construiría el buque de la escuadra Confederada CSS Virginia. Posteriormente estuvo a cargo del comando del "Home Squadron" y del "West India Squadron".

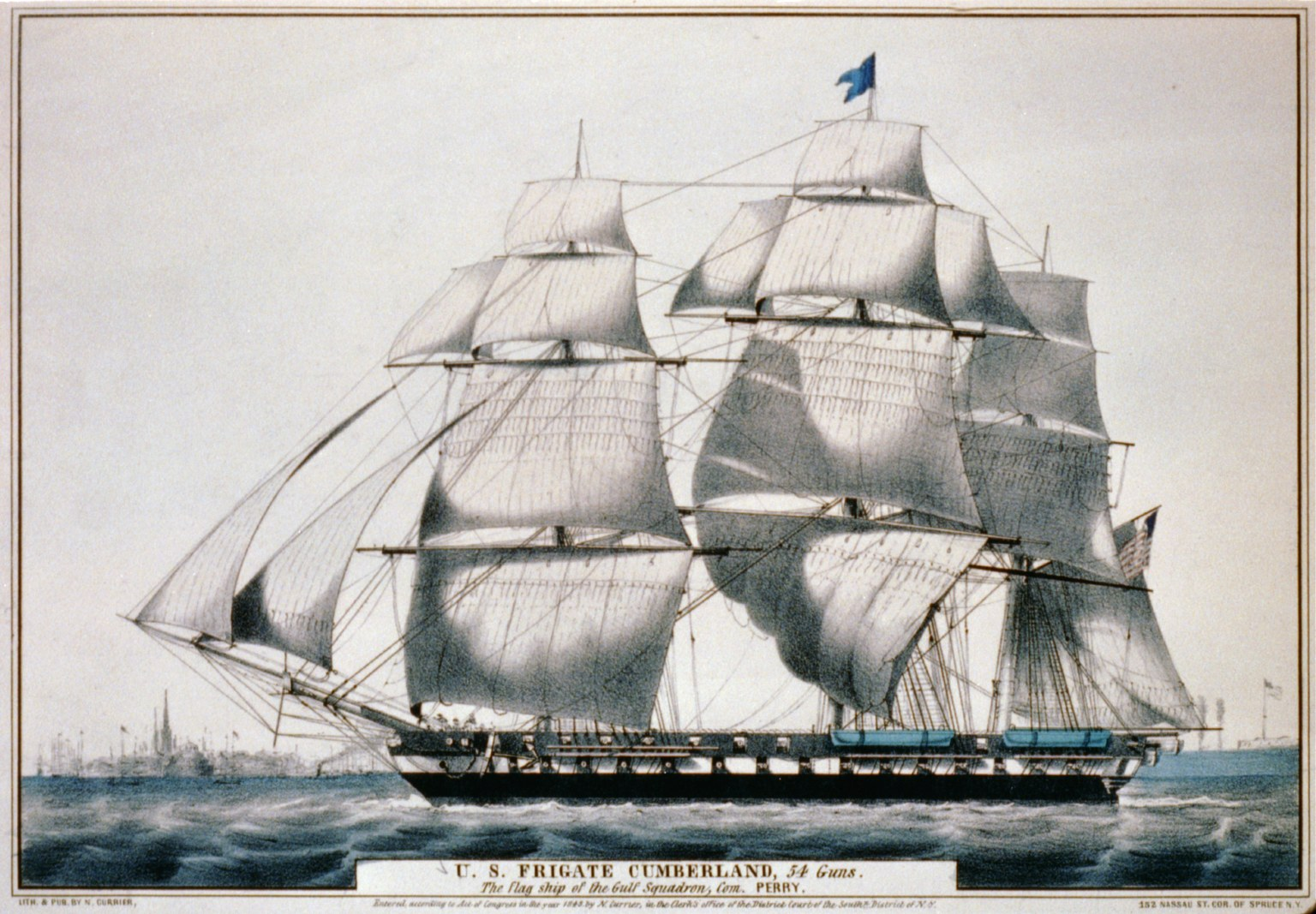
El 'USS Cumberland.

Durante la guerra civil recibió el mando del USS Cumberland. Era uno de los más viejos oficiales en servicio, no obstante lo cual fue el responsable de la primera victoria significativa de la Unión. En el marco del bloqueo recién dispuesto a los puertos de los Estados Confederados de América, el 24 de abril de 1861 Pendergrast al mando del USS Cumberland, con el apoyo de una pequeña flotilla, inició operaciones en la zona de Fort Monroe (Hampton, Virginia) y en el lapso de 2 semanas capturó 16 buques enemigos.
Fue promovido a comodoro el 16 de julio de 1862 y asignado al comando de la oficina naval de Filadelfia, puesto en el que murió el 7 de noviembre de ese año de un derrame cerebral.

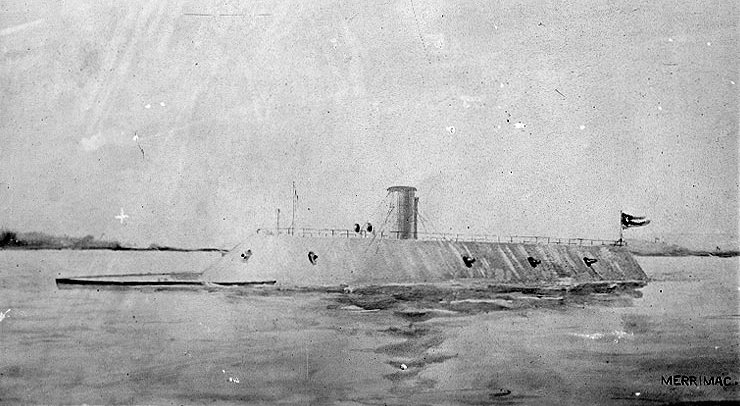
El CSS Virginia.

Su sobrino, el teniente Austin Pendergrast estuvo al mando del USS Congress, el que fue hundido por su antigua nave, el CSS Virginia.